# Titularbistum Arycanda
Arycanda (ital.: Aricanda) ist ein Titularbistum der römisch-katholischen Kirche. 
Es geht zurück auf einen untergegangenen Bischofssitz in der antiken Stadt Arykanda in der kleinasiatischen Landschaft Lykien im Südwesten der heutigen Türkei, der der Kirchenprovinz Myra angehörte.
| Titularbischöfe von Arycanda |                                 |                                                      |                    |                  |
| Nr.                          | Name                            | Amt                                                  | von                | bis              |
| 1                            | Sotero Redondo Herrero OSA      | Apostolischer Vikar von San León del Amazonas (Peru) | 16. Juni 1921      | 24. Februar 1935 |
| 2                            | Anunciado Serafini              | Weihbischof in La Plata (Argentinien)                | 11. Mai 1935       | 20. Juni 1939    |
| 3                            | Jean Larregain MEP              | Apostolischer Vikar von Yünnanfu (China)             | 13. Juni 1939      | 2. Mai 1942      |
| 4                            | Joseph Martin Nathan            | Weihbischof in Olmütz (Tschechoslowakei)             | 17. April 1943     | 30. Januar 1947  |
| 5                            | Antônio Maria Alves de Siqueira | Weihbischof in São Paulo (Brasilien)                 | 10. Mai 1947       | 19. Juli 1957    |
| 6                            | Francisco Ferreira Arreola      | Weihbischof in Durango (Mexiko)                      | 21. Dezember 1957  | 1. August 1960   |
| 7                            | Benito Epifanio Rodríguez       | Weihbischof in Rosario (Argentinien)                 | 23. September 1960 | 15. Februar 2001 |